# Juha Mieto
Juha Iisakki Mieto (Kurikka, 20 de noviembre de 1949) es un deportista finlandés que compitió en esquí de fondo.
Participó en cuatro Juegos Olímpicos de Invierno, entre los años 1972 y 1984, obteniendo en total cinco medallas: oro en Innsbruck 1976, en la prueba de relevo (junto con Matti Pitkänen, Pertti Teurajärvi y Arto Koivisto), tres en Lake Placid 1980, plata en 15 km y 50 km y bronce en el relevo (con Harri Kirvesniemi, Pertti Teurajärvi y Matti Pitkänen), y bronce en Sarajevo 1984, en el relevo (con Kari Ristanen, Harri Kirvesniemi y Aki Karvonen).
Ganó ocho medallas en el Campeonato Mundial de Esquí Nórdico entre los años 1974 y 1982.
Fue el abanderado de Finlandia en la ceremonia de apertura de los Juegos Olímpicos de Sapporo 1972.

## Palmarés internacional
| Juegos Olímpicos   | Juegos Olímpicos             | Juegos Olímpicos  | Juegos Olímpicos |
| Año                | Lugar                        | Medalla           | Prueba           |
| ------------------ | ---------------------------- | ----------------- | ---------------- |
| 1976               | Innsbruck (Austria)          | Medalla de oro    | Relevo 4 × 10 km |
| 1980               | Lake Placid (Estados Unidos) | Medalla de plata  | 15 km            |
| 1980               | Lake Placid (Estados Unidos) | Medalla de plata  | 50 km            |
| 1980               | Lake Placid (Estados Unidos) | Medalla de bronce | Relevo 4 × 10 km |
| 1984               | Sarajevo (Yugoslavia)        | Medalla de bronce | Relevo 4 × 10 km |
| Campeonato Mundial |                              |                   |                  |
| Año                | Lugar                        | Medalla           | Prueba           |
| 1974               | Falun (Suecia)               | Medalla de plata  | 30 km            |
| 1976               | Innsbruck (Austria)          | Medalla de oro    | Relevo 4 × 10 km |
| 1978               | Lahti (Finlandia)            | Medalla de plata  | Relevo 4 × 10 km |
| 1978               | Lahti (Finlandia)            | Medalla de bronce | 15 km            |
| 1980               | Lake Placid (Estados Unidos) | Medalla de plata  | 15 km            |
| 1980               | Lake Placid (Estados Unidos) | Medalla de plata  | 50 km            |
| 1980               | Lake Placid (Estados Unidos) | Medalla de bronce | Relevo 4 × 10 km |
| 1982               | Oslo (Noruega)               | Medalla de bronce | Relevo 4 × 10 km |